# Емпайър Рекърдс
„Емпайър Рекърдс“ (на английски: Empire Records) е американска трагикомедия от 1995 г. на режисьора Алън Мойл, с участието на Антъни Лапаля, Максуел Кофийлд, Деби Мазар, Рори Кокрейн, Джони Уитуърт, Робин Тъни, Рене Зелуегър и Лив Тайлър.